# Pessac-léognan
Le pessac-léognan est un vin français d'appellation d'origine contrôlée produit dans le vignoble des Graves, une des subdivisions du vignoble de Bordeaux. Son aire de production se trouve immédiatement au sud de Bordeaux, autour des communes de Pessac et de Léognan.
L'AOC pessac-léognan produit du vin rouge et du vin blanc, le rouge représentant +/- 85 % de la production ces dernières années.

## Historique
Selon l'historien Hugh Johnson, le vignoble bordelais médiéval était essentiellement localisé à proximité du port de Bordeaux, soit sur les appellations actuelles graves et premières-côtes-de-bordeaux, avec quelques vignes éparses dans l'Entre-deux-Mers et le Blayais ; le vin est alors largement exporté vers l'Angleterre. Les domaines de l'archevêque, à Pessac et à Quinsac étaient connus au XIVe siècle pour leurs vins rouges, d'où l'actuel château Pape Clément (Clément V, natif du pays, qui fut archevêque de Bordeaux). Au bas Moyen Âge, les bordeaux rouges sont qualifiés de « claret », soit des rouges assez clairs et peu tanniques, à boire jeune.
En 1660, le château Haut-Brion est la propriété du président du parlement de Guyenne, Arnaud de Pontac (deuxième du nom) ; pour le vin de ses domaines, il investi dans la qualité (d'où l'expression anglaise de new french claret) et innova dans sa commercialisation, vendant surtout à Londres dans sa taverne de luxe (la Pontack's Head, ouverte en 1666 sur Lombard Street puis en 1688 sur Abchurch Lane) du « Pontac » et du Haut-Brion.
Au début du XIXe siècle, l'encépagement est un peu différent de l'actuel ; selon André Jullien : « les vins rouges des cantons dits les Graves, sont produits par le carmenet, le verdot, le tarnex, le malbek et le balouzat. Ils ont une couleur plus foncée, plus de fermeté et moins de bouquet que ceux du Médoc ; mais ils sont plus fins, plus délicats et plus spiritueux ». « Les excellens vins blancs de Grave sont faits avec le sauvignon, le blanc doux, le semilion, le cruchinet, la verdelette et la chalosse ». Jullien met en 1816 le Haut-Brion parmi les vins rouges de première classe (en compagnie des « clos de Lafitte, de Latour et de Château-Margaux ») ; les autres vins de graves sont relayés en troisième classe :

« Talance, à trois quarts de lieue de Bordeaux, dans les Graves, donne des vins corsés, pleins de sève et très-solides ; ils tiennent des qualités de ceux de Haut-Brion, mais ils sont moins fins : on estime sur-tout ceux de la partie dite le Haut-Talance.

Pessac, aussi dans les Graves, à une lieu un tiers sud-ouest de Bordeaux, fait des vins de l'espèce et de la qualité de ceux de Talance ; on estime sur-tout ceux des deux crus dits du Pape-Clément.

Mérignac, dans le même canton, a quelques vignes qui donnent des vins semblables aux précédens, quoique la majorité de ses produits ne puisse figurer que dans la quatrième classe. […] »

— Jullien  1816, p. 211-212.
En 1855, à l'occasion de l'exposition universelle, le Château Haut-Brion (à cheval sur Pessac et Talence) est la seule propriété dont les vins rouges sont classés en compagnie des crus médocais. En 1874, Charles Cocks consacre 25 pages de son guide aux graves (l'actuelle appellation pessac-léognan) et 33 autres aux « petites graves » (l'actuelle appellation graves), citant 27 producteurs de Pessac, 25 de Talence, 2 de Bordeaux (dans le quartier du Tondu), 21 de Mérignac, 40 de Villenave-d'Ornon, 24 de Gradignan, 7 de Canéjan, 5 de Cestas, 40 de Léognan et 21 de Martillac. En 1937, l'appellation graves est reconnue officiellement, comprenant à son extrémité nord-ouest l'actuelle aire d'appellation pessac-léognan. En 1953, un classement spécifique aux crus rouges des graves est publié, complété en 1959 par le classement des blancs, tous des pessac-léognan.
L'appellation « Pessac-Léognan » est reconnue officiellement par le décret du 9 septembre 1987 (autorisant sur les étiquettes les mentions « vin de Graves » et « grand vin de Graves »), y compris pour la vendange 1986. Le cahier des charges a été dernièrement modifié en mars 2004, en septembre 2011, en mars 2021 et en décembre 2024.

## Vignoble

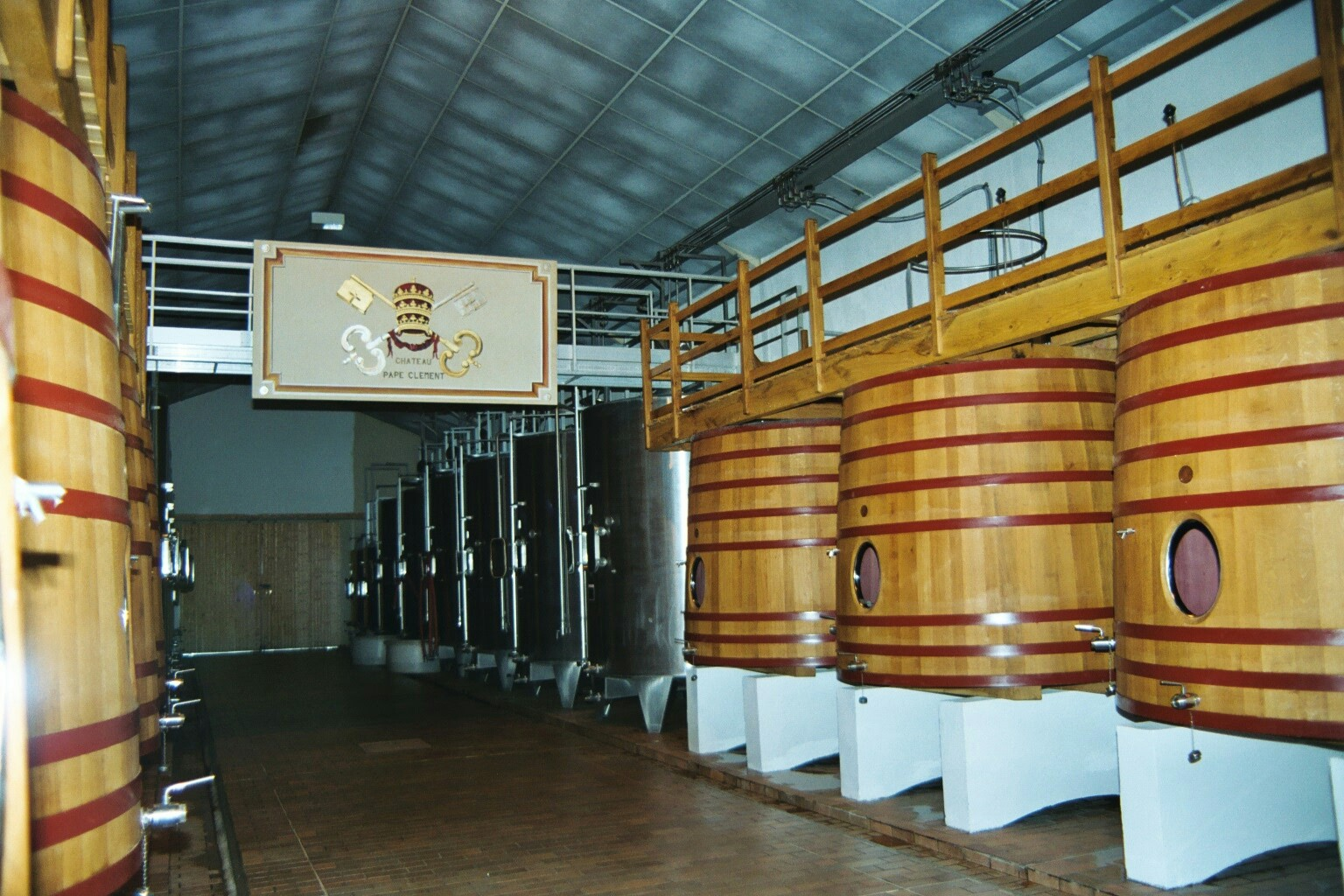
Chais du château Pape Clément.

Du fait de sa situation autour de la ville de Bordeaux, le vignoble de l’appellation fut très diminué au cours des cent dernières années par une urbanisation qui l’oblige à une lutte permanente pour préserver ses terroirs de haute valeur viticole. Grâce au dynamisme de ses producteurs, l’AOC pessac-léognan a, depuis quinze ans et à la suite de sa création en 1987, étendu sa surface cultivée de 500 hectares en 1975 à 1 860 hectares en 2023.

### Aire d'appellation
L'aire d'appellation du pessac-léognan couvre les dix communes suivantes : Cadaujac, Canéjan, Gradignan, Léognan, Martillac, Mérignac, Pessac, Saint-Médard-d'Eyrans, Talence et Villenave-d'Ornon.
À noter que ces communes font également partie de l'aire d'appellation de l'AOC graves, à l'extrémité nord-ouest de cette dernière, les exigences du cahier des charges étant différentes.

### Géologie
Les sols caractéristiques sont les témoins des cours anciens de la Garonne qui fluctuèrent à la fin du Néogène et durant le Quaternaire, au gré des fontes successives des glaciers pyrénéens. Des quantités considérables de matériaux se déposent sur d’anciens fonds marins constitués de calcaires et de faluns coquilliers (calcaire à Astéries, argiles, marne, sables, alios et faluns qui constituent le soubassement).
L’érosion façonne alors les sols représentés par :
- des sols développés sur des graves ou galets roulés par les eaux (d’une épaisseur pouvant atteindre trois mètres et plus) ;
- des sols développés sur des argiles calcaires, sables et faluns, le tout reposant sur un socle de roche calcaire fissuré et perméable ;
- de l'alios, résultant d'une cimentation des grains de sable et de graviers par des hydroxydes de fer, d’aluminium et de manganèse[3][21].

### Climatologie
Le terroir des pessac-léognan possède un climat tempéré, doux, à l’hygrométrie régulière, influencé par l’océan tout proche, tout en bénéficiant de la protection (vers l’ouest) du massif forestier des Landes.

### Encépagement
Les cépages autorisés par le cahier des charges sont : 
- pour le pessac-léognan rouge : le cabernet sauvignon N, le merlot N, le cabernet franc, le carménère (N), le côt N (malbec) et le petit verdot N[3]. L'assemblage de cabernet sauvignon et de merlot domine, les trois autres cépages n'étant pas toujours associés[19].
- pour le pessac-léognan blanc : le sauvignon B, le sémillon B, la muscadelle B et le sauvignon gris G[3]. Dans la pratique, le sauvignon est combiné le plus souvent au sémillon. La muscadelle peut venir s'y ajouter[19].

### Cahier des charges
Le cahier des charges de l'AOC pessac-léognan reprend des contraintes plus exigeantes que celles de l'AOC graves, entre autres (liste non exhaustive) :
| Critères                   | AOC pessac-léognan                           | AOC graves                                   |
| -------------------------- | -------------------------------------------- | -------------------------------------------- |
| Rendement (rouge)          | 54 hl/ha                                     | 55 hl/ha                                     |
| Rendement (blanc)          | 54 hl/ha                                     | 58 hl/ha                                     |
| Rendement butoir (rouge)   | 60 hl/ha                                     | 65 hl/ha                                     |
| Rendement butoir (blanc)   | 60 hl/ha                                     | 68 hl/ha                                     |
| Densité minimale           | 6 500 pieds / ha                             | 5 000 pieds / ha                             |
| Écartement des rangs       | 1,6 mètre                                    | 2 mètres                                     |
| Yeux francs par pied       | 7 ou 8 selon les cépages                     | 12                                           |
| Charge maximale (rouge)    | 8 500 kg/ha                                  | 9 000 kg/ha                                  |
| Charge maximale (rouge)    | 12 grappes par pied                          | 14 grappes par pied                          |
| Richesse en sucre (blanc)  | 187 g/L (sauvignon) 178 g/L (autres cépages) | 178 g/L (sauvignon) 170 g/L (autres cépages) |
| Titre volumétrique naturel | 11 %                                         | 10 %                                         |
| Période d'élevage (rouge)  | jusqu'au 15/09 de l'année suivante           | jusqu'au 01/05 de l'année suivante           |
| Période d'élevage (blanc)  | jusqu'au 15/03 de l'année suivante           | jusqu'au 15/12 de la 1re année               |

### Rendements
Selon le cahier des charges de l'appellation, le rendement maximum doit être de 54 hectolitres par hectare, pouvant monter jusqu'au rendement butoir fixé à 60 hl/ha.
Pour le vin rouge, les rendements moyens déclarés récemment sont :
| Année | Superficie (ha) | Production (hl) | Rendement (hl/ha) |
| ----- | --------------- | --------------- | ----------------- |
| 2019  | 1 598           | 77 253          | 48                |
| 2020  | 1 610           | 56 027          | 35                |
| 2021  | 1 619           | 54 121          | 33                |
| 2022  | 1 619           | 58 137          | 36                |
| 2023  | 1 599           | 61 716          | 39                |
| 2024  | 1 612           | 63 629          | 39                |

et pour les blancs :
| Année | Superficie (ha) | Production (hl) | Rendement (hl/ha) |
| ----- | --------------- | --------------- | ----------------- |
| 2019  | 284             | 13 412          | 47                |
| 2020  | 278             | 10 883          | 39                |
| 2021  | 265             | 8 180           | 31                |
| 2022  | 259             | 8 244           | 32                |
| 2023  | 261             | 13 484          | 52                |
| 2024  | 264             | 11 332          | 43                |

## Vins

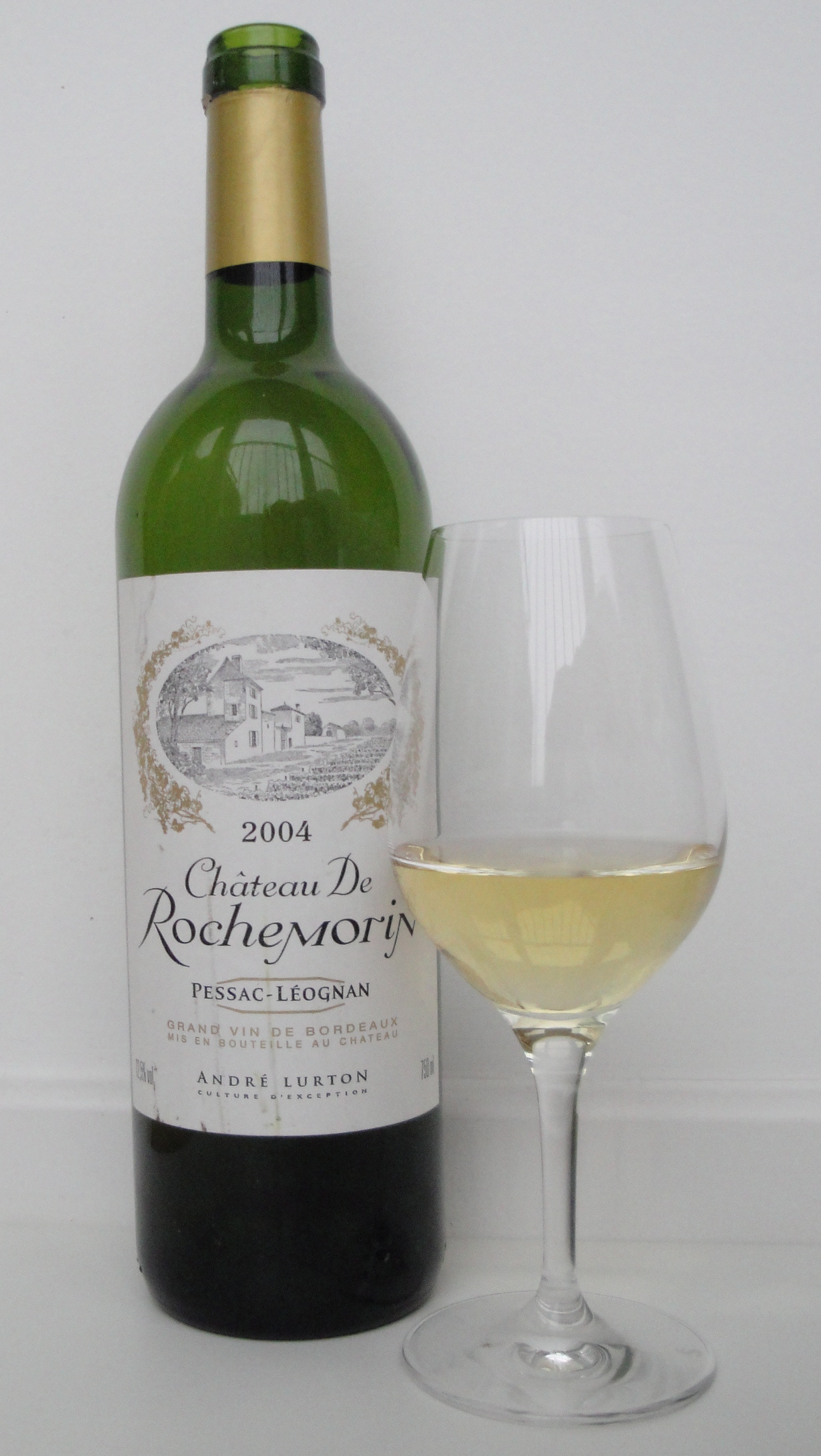
Un pessac-léognan blanc.

Sévèrement sélectionnée, la production était de 71 146 hectolitres en 2008. En 2023, le volume produit était de 75 199 hl (un hectolitre = 100 litres = 133 bouteilles de 75 cl), dont 61 715 en rouge et 13 484 en blanc.

### Gastronomie
Le pessac-léognan rouge à une robe couleur rouge profonde aux reflets violets. Le premier nez distingue des notes de fruits rouges mûrs et de réglisse. Au second nez, on découvre des notes florales de violettes. Les pessac-léognan révèlent des arômes de vanille, d’épices et même de cuir. En bouche, il est charnu, avec des tanins présents. D'après le Guide Hachette, les rouges se distinguent, outre les caractéristiques des graves, par leur bouquet, leur velouté et leur charpente. Se sont des vins de garde, mais moins tanniques que les médocs. Jeune, il affirme sa typicité par des arômes de fruits, de sous-bois, de terre chaude. En vieillissant, la palette se développe : fruits cuits ou secs, confiture, gibier, cacao, café. Il s'associe au gibier à plume, à la viande rouge ou blanche, et à la fricassée de champignons.
Le pessac-léognan blanc se distingue par sa robe jaune-or, limpide et brillante, qui laisse apparaître des reflets verts. Le premier nez révèle des notes d’agrumes & de miel d’acacia. Le second nez laisse paraître les notes de l’élevage, avec des arômes de noisettes et de pain grillé. En bouche, l’attaque offre une grande puissance du vin, avec des notes de genêt et de tilleul. Il s'associe aux fruits de mers, aux crustacés, au poisson en sauce, et aux fromages à pâte dure,.

### Hiérarchie des prix
Le prix de vente des vignes ayant droit à l'appellation pessac-léognan, que ça soit des parcelles en rouge comme en blanc, est officiellement en 2023 à une moyenne de 450 000 euros l'hectare (variant de 350 000 à 600 000 €), soit bien plus que pour l'appellation régionale graves qui se vend à 26 000 € (variant entre 10 000 et 38 000 €). Il s'agit de prix moindres que dans le vignoble du Médoc, mais à comparer avec le prix d'un hectare de l'appellation générique bordeaux rouge à 9 000 €/ha en moyenne (de 4 000 à 17 000) ou avec de la terre agricole en Gironde qui est à une moyenne de 7 590 €/ha.
Pour une comparaison entre les appellations, on peut aussi prendre les prix pratiqués en vrac (en € pour une tonneau de 900 litres) officiellement pour le calcul des fermages en 2023, qui fournissent une hiérarchie :
- 833,5 € (92,5 €/hl) pour du bordeaux rouge ;
- 1 258 € (140 €/hl) pour du bordeaux blanc ;
- 1 702,5 € (189 €/hl) pour du graves rouge ;
- 1 780 € (198 €/hl) pour du graves blanc ;
- 1 928 € (214 €/hl) pour du cérons ;
- 4 256 € (473 €/hl) pour du pessac-léognan rouge ;
- 4 450 € (494,5 €/hl) pour du pessac-léognan blanc.

Les prix dans le commerce sont évidemment bien plus élevés, variant considérablement en fonction du nom du producteur.

### Pessac-léognan classés
L'appellation pessac-léognan compte seize crus classés de graves : sept en vin rouge, trois en vin blanc et six crus classés en rouge et blanc. Le château Haut-Brion, seul premier cru classé de 1855 non issu du vignoble du Médoc, est aujourd’hui le chef de file des 68 châteaux et domaines de l'appellation.
Crus classés de l'appellation pessac-léognan :
- Château Bouscaut (en rouge et blanc) ;
- Château Carbonnieux (en rouge et blanc) ;
- Domaine de Chevalier (en rouge et blanc) ;
- Château Couhins (en blanc) ;
- Château Couhins-Lurton (en blanc) ;
- Château de Fieuzal (en rouge) ;
- Château Haut-Bailly (en rouge) ;
- Château Haut-Brion (en rouge) ;
- Château La Mission Haut-Brion (en rouge) ;
- Château Latour Haut-Brion (en rouge) ;
- Château Latour-Martillac (en rouge et blanc) ; ;
- Château Laville Haut-Brion (en blanc)
- Château Malartic-Lagravière (en rouge et blanc) ;
- Château Olivier (en rouge et blanc) ;
- Château Pape Clément (en rouge) ;
- Château Smith Haut Lafitte (en rouge).

### Liste des domaines (non exhaustif)
- Château Baret
- Château l'Angelot de Seguin (*)
- Château Bahans Haut-Brion (*)
- Château Bardey (*)
- Château Bardins
- Château Baulos-Charmes
- Le Bec en Sabot (*)
- Château de Belloc (*)
- Domaine de Blayes (*)
- Château Bois Martin (*)
- Château Bouscaut
- Château Branon
- Château Brown
- Château Le Bruilleau
- Château Cantebau (*)
- Château Cantelys
- Château Carbonnieux
- Château les Carmes Haut-Brion
- Domaine de Carsin (*)
- Château la Chapelle de la Mission-Haut-Brion (*)
- Château Chênevert (*)
- Domaine de Chevalier
- Clos des Carmes (*)
- Château La Clotte (*)
- Château Coquillas (*)
- Château Coucheroy
- Château Couhins
- Château Couhins-Lurton
- La Croix de Seguin (*)
- Château de Cruzeau
- Château De Guillemont (*)
- Château d'Eck
- Château d'Eyran
- Château Ferran
- Château de Fieuzal
- Château de France
- Château La Garde
- Domaine de la Grâce d'Ornon (*)
- Domaine de Grandmaison
- Château Hannetot
- Château Haut Bacalan
- Château Haut de Domy (*)
- Château Haut-L'Artigue (*)
- Château Haut-l'Évêque (*)
- Château Haut-Malle (*)
- Château Haut-Bailly
- Château Haut-Bergey
- Château Haut-Brion
- Château Haut-Gardère
- Vieux Château Gaubert
- Château Haut-Lagrange (*)
- Château Haut-Nouchet
- Château Haut-Plantade
- Château Haut-Vigneau
- Château d'Hourcat (*)
- Château Lafargue
- Château Lafont Menaut
- Lagrave-Martillac (*)
- Lamothe Bouscaut (*)
- Château Lantique (*)
- Domaine de Larrivet (*)
- Château Larrivet-Haut-Brion
- Château Latour-Martillac
- Château Laville Haut-Brion
- Château de Léognan
- Château Lespault
- Château Limbourg (*)
- Château La Louvière
- Château Luchey-Halde
- Château Malartic-Lagravière
- Château de Malleprat
- Château Mancèdre
- Domaine de la Marianotte (*)
- Clos Marsalette
- Domaine de Merlet
- Domaine du Milan (*)
- Chateau Mirebeau
- Château La Mission Haut-Brion
- Château Olivier
- Château le Pape
- Château Pape Clément
- Château Picque Caillou
- Château Pontac-Monplaisir
- Château Ponteilh-Monplaisir (*)
- Château Pontheilh (*)
- Château Poumey
- Château de Quantin
- Château de Rochemorin
- Moulin de Rouillac (*)
- Château de Rouillac
- Château le Sartre (*)
- Château Seguin
- Château Smith Haut Lafitte
- Domaine de la Solitude
- Château le Thil Comte Clary
- Château Tour Léognan
- Château Trigant
- Château Valoux (*)

(*) Marque rattachée à une propriété.